# Trégonneau
Trégonneau is een gemeente in het Franse departement Côtes-d'Armor (regio Bretagne) en telt 401 inwoners (1999). De plaats maakt deel uit van het arrondissement Guingamp.

## Geografie
De oppervlakte van Trégonneau bedraagt 6,4 km², de bevolkingsdichtheid is 62,7 inwoners per km².

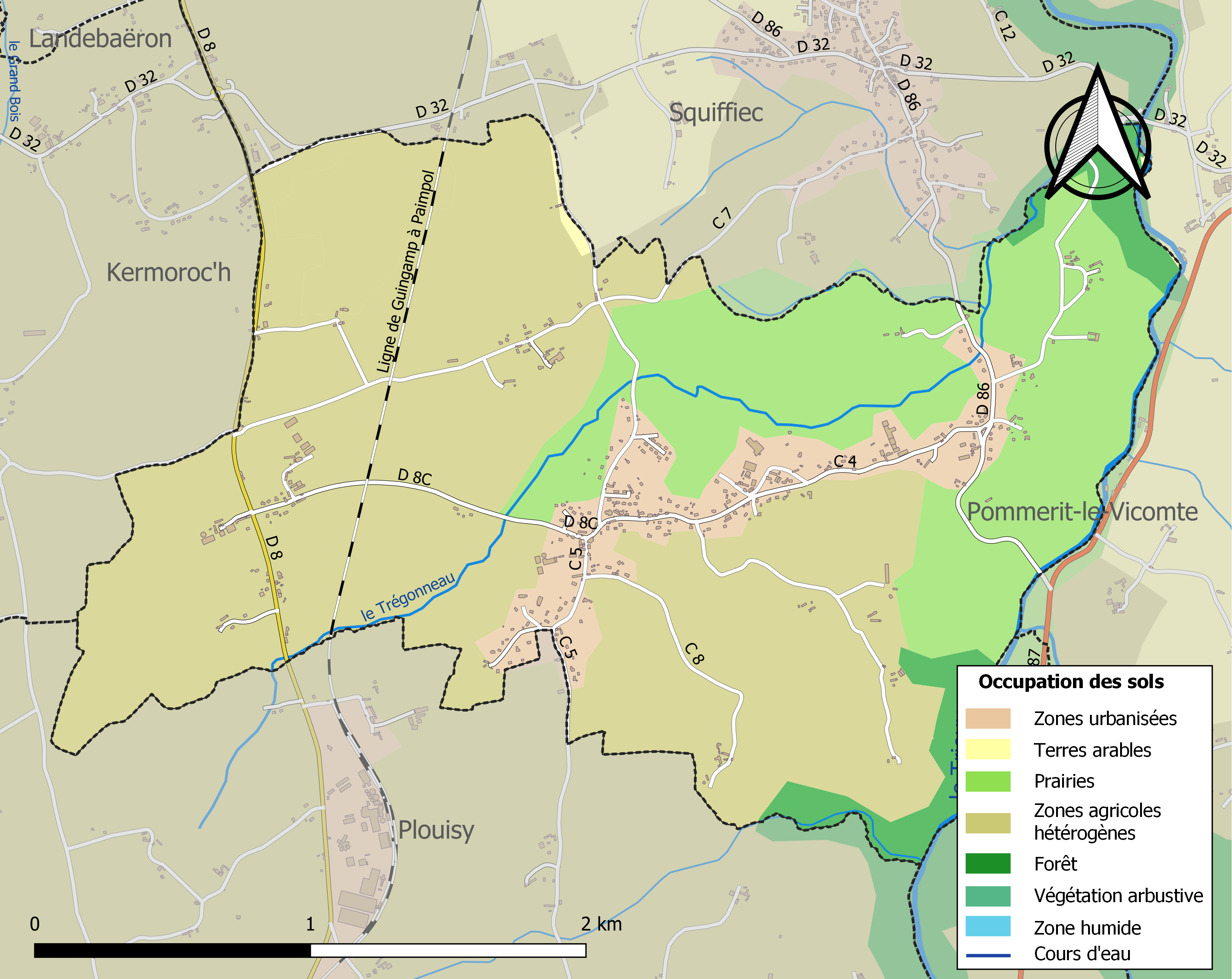
Kaart van de gemeente met de belangrijkste infrastructuur, bodemgebruik en omliggende gemeenten

## Verkeer
De spoorweghalte Trégonneau-Squiffiec ligt op het grondgebied van de aanpalende gemeente Squiffiec, vlak bij de gemeentegrens.

## Demografie
Onderstaande figuur toont het verloop van het inwonertal (bron: INSEE-tellingen).

1. ↑  Populations de référence 2022.